# 小岐須渓谷
小岐須渓谷（おぎすけいこく）は、三重県鈴鹿市の御幣川にある渓谷にある。

## 概要
鈴鹿山脈の野登山、仙ヶ岳、宮指路岳、入道ヶ岳に囲まれた渓谷で、鈴鹿川御幣川の上流にあたる。鈴鹿山渓観光協会が開設するオートキャンプ場がある。渓谷一帯は鈴鹿国定公園の範囲内にある。

## 小岐須の屏風岩
小岐須渓谷にある石灰岩が河食作用によって屏風のように切り立った奇岩。1965年に三重県の天然記念物に指定された。

## ロッククライミング
1986年秋にロッククライマー南裏健康らが小岐須の屏風岩周辺に2本のルートを開拓した。また1996-97年には京都のクライマーによって、小岐須渓谷の支流の滝ノ谷の右岸にある椿岩が開拓された。小さい岩場ながら人気は高い。